# Рецензиране
Рецензирането (също рефериране, на английски: peer review) е оценката на даден труд от страна на хора с компетенции сходни с тези на автора на труда. Представлява вид саморегулация от страна на членовете на дадена професионална гилдия. Методите на рецензирането се използват за поддържане на стандарт за качество, подобряване на постиженията, и повишаване на надеждността на резултатите. В академичните среди рецензирането често се използва за определяне на годността на даден академичен труд за публикация.

## История
Първите сведения за прилагането рецензиране преди публикация са от 1665 г., когато Хенри Олденбург, първият редактор на Philosophical Transactions of the Royal Society (списанието на Британското кралско научно дружество), го въвежда в употреба.

## Научно рецензиране
Научното рецензиране се прилага при публикуването на научни резултати, с цел оценка на годността на дадена статия за публикация, както и за оценка на проекти при кандидатстване за финансиране.